# Набэсима Наонори (1793—1826)
Набэсима Наонори (яп. 鍋島 直彜, 1 апреля 1793 — 17 декабря 1826) — японский даймё периода Эдо, 9-й правитель княжества Касима (1800—1820).

## Биография
Родился в замке Сага как шестой сын Набэсимы Харусигэ, 9-го даймё Саги. Мать, наложница Мин из рода Сёдай. В 1800 году он был усыновлён Набэсимой Наоёси, 8-м даймё Касимы, и в том же году стал новым даймё, после ухода Наоёси в отставку.
С 1818 года Наонори пытался проводить реформу управления княжеством, основанную на реструктуризации, но безуспешно. В 1820 году он передал княжество своему приёмному сыну Наонаге, тринадцатому сыну Набэсимы Наринао, и ушёл в отставку. Был женат на Ацуко (ум. 1877), дочери Набэсимы Наомасу, 7-го даймё Оги. Его родной сын Наохару, родившийся после ухода на покой, был усыновлён Наонагой. В 1826 году Наонори заболел и умер в возрасте 33 лет.